# María Soledad Torres Acosta

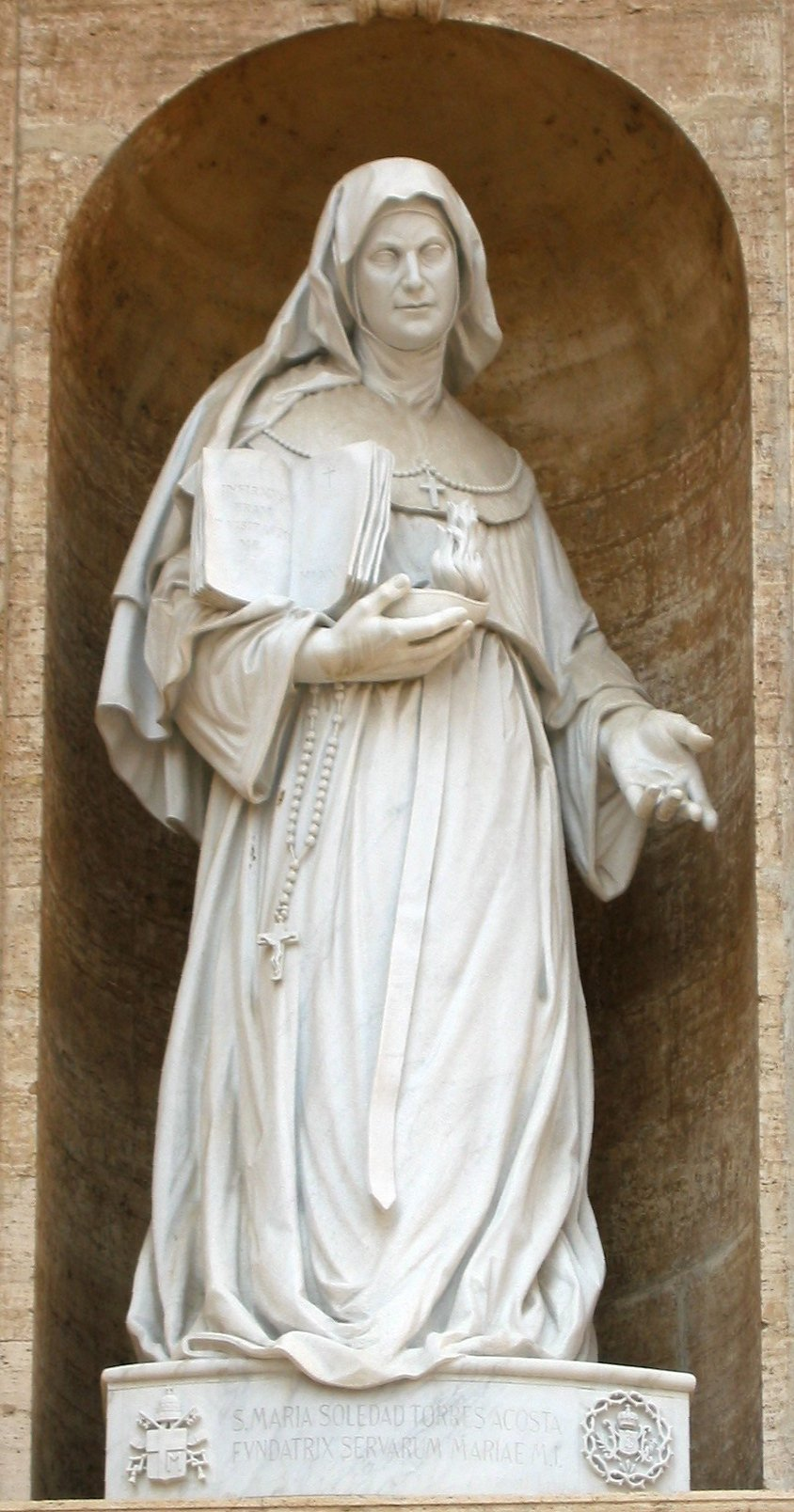
Statue der Maria Soledad an der Außenwand des Petersdoms

María Soledad Torres Acosta (auch Hl. Manuela Bibiana oder Maria Desolata), bürgerlicher Name Emmanuela Torres Acosta (* 2. Dezember 1826 in Madrid; † 11. Oktober 1887 ebenda) war eine spanische Ordensgründerin. Sie wird von der römisch-katholischen Kirche als Heilige verehrt.
Manuela Bibiana Torres Acosta wurde als zweites von fünf Kindern des Ladenbesitzers Francisco Torres und Antonia Acosta geboren und religiös erzogen. Sie zeigte bereits als Kind eine tiefe Frömmigkeit und verehrte insbesondere die Jungfrau Maria. Sie versuchte als Jugendliche den Dominikanerinnen beizutreten, wurde jedoch wegen ihres schlechten Gesundheitszustandes abgelehnt. 1851 gründete sie in Madrid die Frauenkongregation der Siervas de María, Ministras de los enfermos (Mägde Mariens, Dienerinnen der Kranken). Sie nahm den Ordensnamen María Soledad an und stand der Gemeinschaft, die sich insbesondere der häuslichen Krankenpflege und der christlichen Sterbebegleitung widmete, bis zu ihrem Tode als Generaloberin vor. Der Orden erwarb sich 1865 während der Choleraepidemie in Madrid große Verdienste. Er wurde durch den Kardinal Cirilo Alameda y Brea von Toledo approbiert und erhielt 1867 das Decretum laudis. Die päpstliche Approbation folgte 1876 auf Fürsprache Juan Ignacio Moreno y Maisonaves. Zum Zeitpunkt des Todes María Soledads 1887 verfügte die Gemeinschaft über 46 Niederlassungen im In- und Ausland.
María Soledad wurde auf dem Friedhof S. Justo in Madrid beigesetzt, ihr nach der Legende unverwester Leichnam wurde 1893 in die Kirche des Mutterhauses in Chamberí überführt. Der 1915 eröffnete Seligsprechungsprozess wurde durch Pius XII. abgeschlossen, die Heiligsprechung erfolgte 25. Januar 1970 durch Paul VI. Der liturgische Gedenktag ist der 11. Oktober, an dem sie als hlg. Manuela als Namenspatronin des Namens Manuela dient. Eine von Novello Finotti geschaffene und von Johannes Paul II. gesegnete Statue der Heiligen wurde 2002 in einer Nische in der Außenwand des Petersdoms aufgestellt. Im Jahr 2016 wurde ein Film über die Heilige produziert (auf Spanisch Luz y Soledad), der ihre Berufungsfindung und die ersten schwierigen Jahre als Gründerin illustriert.